# Body positivity

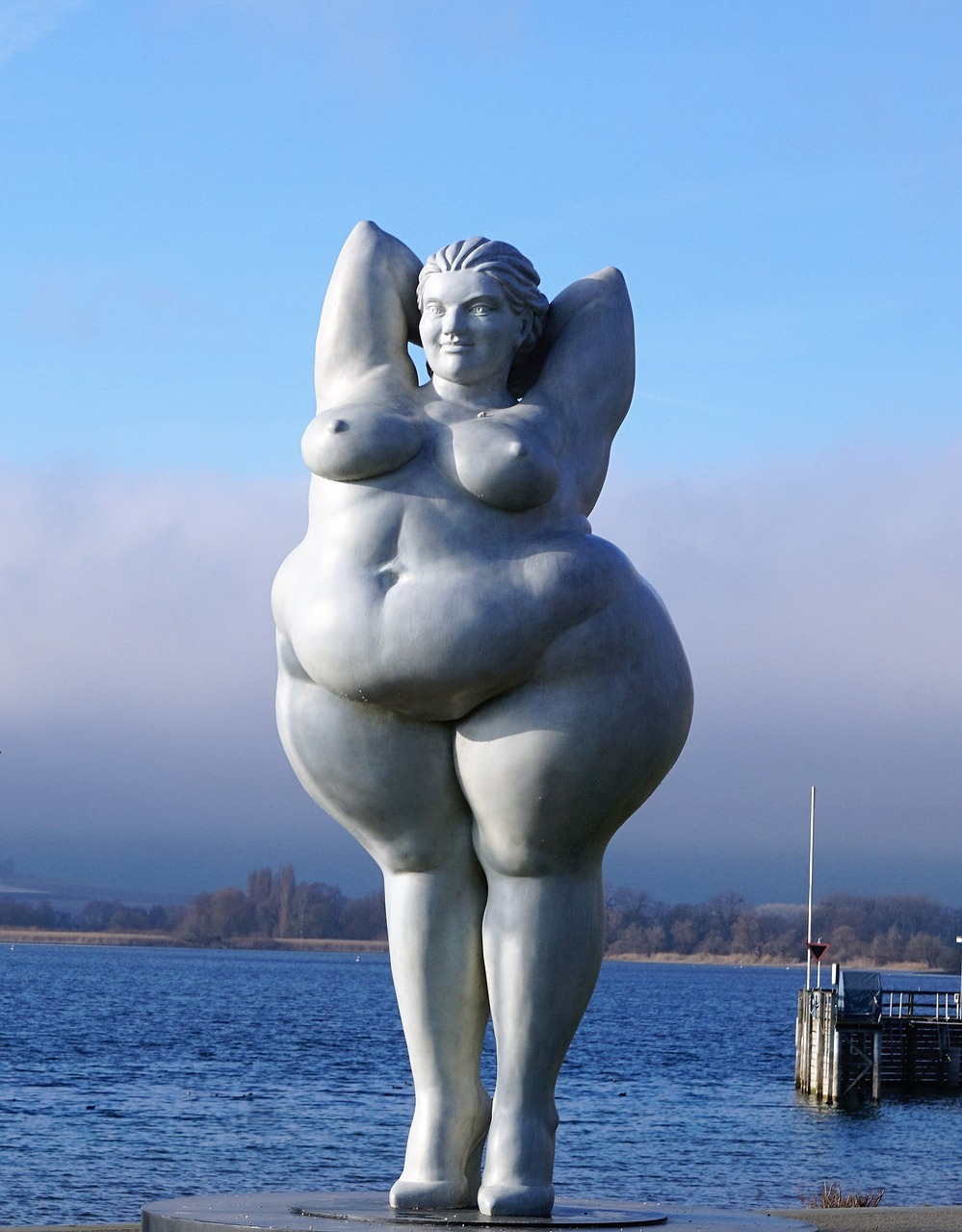
Statue de Miriam Lenk à Bodman-Ludwigshafen. Pour l'artiste, la femme représentée par la statue « occupe l'espace et ne se préoccupe pas des objections ».

La body positivity (ou body positive movement) est un mouvement social en faveur de l'acceptation et l'appréciation de tous les types de corps humains,, parfois au détriment des enjeux de santé publique et de la lutte contre le surpoids et l'obésité. Dans le cadre des réseaux sociaux, ce mouvement consiste à créer un espace inclusif, en postant des images de tous types de femmes et de morphologies, afin de promouvoir des relations plus apaisées avec leurs corps. Il encourage la diversité et l'estime de soi en soutenant que la beauté est une construction sociale qui dépend des cultures et défie les stéréotypes et définitions normatives partagés par les médias,, tout en privilégiant l'acceptation inconditionnelle de soi parfois au détriment des enjeux de santé associés.

## Constat
Dans l’étude de Fioravanti et al. (2021), les auteures montrent comment le partage de photos sur les réseaux sociaux peut poser problème dans notre image corporelle (en) (en anglais body image). Elles y soulèvent le danger de la représentation des corps dans les médias de masse et l’encouragement de la minceur ainsi que de la perte de poids. Elles y voient comme conséquence que les individus intériorisent ensuite cet idéal de beauté et s’y comparent régulièrement, ce qui aurait un impact négatif sur la satisfaction de leurs corps.

## Origine du mouvement
Connie Sobczak et Elizabeth Scott sont les pionnières du mouvement en 1996, aux États-Unis, avec The Body Positive, organisation quelles créent à la suite de la mort de la sœur de Connie, qui avait développé des troubles de l'alimentation durant son adolescence,.
Le mouvement s'est largement diffusé depuis grâce à la création de sites web. Il est principalement soutenu par des militantes et découle du mouvement d'acceptation des gros,. Il a pour mission d'aider les gens à avoir une meilleure image d'eux-mêmes et à se concentrer sur des sujets plus importants que des normes de beautés, grâce à des ateliers, des formations ou encore des ressources disponibles en ligne.

## Critiques
En 2018, The Obesity Society (en), une société scientifique vouée à l'étude de l'obésité et de ses traitements, publie un rapport indiquant que la normalisation des grandes tailles de vêtements nuirait à la perception de l'obésité en Angleterre, car le nombre de personnes présentant une surcharge pondérale qui perçoivent mal leur poids serait en augmentation. Aussi, ces personnes seraient moins susceptibles d'essayer de perdre du poids que les autres personnes qui sont conscientes de leur situation.
D'autres critiques estiment que le mouvement a perdu en légitimité depuis sa réappropriation par des personnes ayant un physique ne les exposant pas à une oppression car perçu comme « parfait ». Ainsi, le contenu estampillé « bodypositive » s'éloignerait de plus en plus de son objectif, se démarquant de moins en moins du tout-venant et devenant tout aussi générateur de complexes physiques de ce dernier. L'objectif serait d'entretenir les complexes physiques par intérêt financier,.
En effet, deux études, ont montré que l'ajout de commentaire positifs sur des photos de corps idéaux n’aiderait pas à améliorer l’image corporelle des femmes.

### Body neutrality
À la suite de ces réflexions et critiques, un nouveau mouvement est apparu, le body neutrality. Ce mouvement prône un regard différent sur les corps, qui consisterait non plus à vouloir l’aimer ou à le trouver beau, mais à le considérer comme un élément neutre. Selon, N. Watkins (2022), on ne lui accorderait donc plus d’importance en tant qu’objet de beauté tout en mettant nos jugements de côté. L’objectif de ce mouvement serait d’instaurer un rapport plus sain avec son corps afin de se sentir plus à l’aise avec celui-ci. L’idée serait de retrouver un rapport au corps lié à sa réelle fonction : celle qui nous permet de vivre, de bouger, de s’alimenter, de partager avec d’autres êtres humains, etc..